# Quillaia
Le quillaia constitue l'écorce intérieure moulue de l'arbre Quillaja saponaria. Il est aussi connu sous le nom de murillo ou sous la dénomination française bois de Panama. Le quillaia contient des concentrations élevées de saponines qui peuvent être encore augmentées par le traitement de l'écorce. Les saponines hautement purifiées de quillaia sont utilisées comme adjuvants pour améliorer l'efficacité des vaccins. L'extrait brut comprend aussi des tanins et d'autres polyphénols, et de l'oxalate de calcium. 
Le quillaia est utilisé dans la fabrication d'additifs alimentaires,  c'est un des ingrédients de la racinette et du cream soda.  L'extrait est également utilisé comme humectant dans les produits de boulangerie, les produits laitiers surgelés et les puddings et comme agent moussant dans les sodas. Il est utilisé en agriculture pour certaines formulations « naturelles » d'adjuvants de pulvérisation. 

## Utilisation comme adjuvant vaccinal
Les saponines de Quillaja saponaria sont utilisées dans plusieurs vaccins vétérinaires approuvés (par exemple, les vaccins contre la fièvre aphteuse). Initialement, une préparation brute a été utilisée, mais plus récemment, des produits purifiés ont été développés. Deux d'entre eux (Quil A et Matrix-M) se sont révélés plus efficaces et provoquent moins d'irritations locales,. 
Quil A est toujours un mélange de plus de 25 molécules de saponines différentes. L'une d'elles, la saponine QS21, a été recherchée comme adjuvant pour les vaccins humains. 
Novavax utilise un extrait de quillaia hautement purifié comme adjuvant dans ses vaccins humains expérimentaux. L'adjuvant Matrix-M est fabriqué dans des installations en Suède et au Danemark. 